# Campeonato Sub-20 de la OFC
El Campeonato Sub-20 de la OFC es el principal torneo de fútbol de dicha categoría en Oceanía. Tanto el campeón como el subcampeón clasifican a la Copa Mundial Sub-20 del año siguiente. Se disputó por primera vez en 1974, siendo uno de los torneos con mayor vigencia de la confederación.
Australia, hoy en la Confederación Asiática de Fútbol, logró conseguir el torneo en 12 ocasiones, siendo el país más ganador de la competición. Por detrás aparecen Nueva Zelanda con 9 conquistas, Tahití que posee 2 títulos y Fiyi que tiene uno. Entre los países que solo poseen subtítulos se destacan las Islas Salomón, Vanuatu, Nueva Caledonia e Israel (actualmente en la UEFA) con dos segundos puestos cada uno.

## Campeonatos
| Año                         | Sede                    | Campeón                               | Resultado                             | Segundo lugar                         | Tercer lugar                          | Resultado                             | Cuarto lugar                          |
| --------------------------- | ----------------------- | ------------------------------------- | ------------------------------------- | ------------------------------------- | ------------------------------------- | ------------------------------------- | ------------------------------------- |
| Campeonato Sub-20 de la OFC |                         |                                       |                                       |                                       |                                       |                                       |                                       |
| 1974 Detalle                | Polinesia Francesa      | Tahití                                | 2:0                                   | Nueva Zelanda                         | Nuevas Hébridas                       | Lig.                                  | Nueva Caledonia                       |
| 1978 Detalle                | Nueva Zelanda           | Australia                             | Lig.                                  | Fiyi                                  | Nueva Zelanda                         | Lig.                                  | Papúa Nueva Guinea                    |
| 1980 Detalle                | Fiyi                    | Nueva Zelanda                         | 2:0                                   | Australia                             | Fiyi                                  | 4:3                                   | Nueva Caledonia                       |
| 1982 Detalle                | Papúa Nueva Guinea      | Australia                             | 4:3                                   | Nueva Zelanda                         | Fiyi                                  | 2:1                                   | Papúa Nueva Guinea                    |
| 1985 Detalle                | Australia               | Australia                             | Lig.                                  | Israel                                | Nueva Zelanda                         | Lig.                                  | China Taipéi                          |
| 1986 Detalle                | Nueva Zelanda           | Australia                             | Lig.                                  | Israel                                | Nueva Zelanda                         | Lig.                                  | China Taipéi                          |
| 1988 Detalle                | Fiyi                    | Australia                             | 1:0                                   | Nueva Zelanda                         | China Taipéi                          | 2:0                                   | Fiyi                                  |
| 1990 Detalle                | Fiyi                    | Australia                             | Lig.                                  | Nueva Zelanda                         | Vanuatu                               | Lig.                                  | Tahití                                |
| 1992 Detalle                | Polinesia Francesa      | Nueva Zelanda                         | Lig.                                  | Tahití                                | Fiyi                                  | Lig.                                  | Vanuatu                               |
| 1994 Detalle                | Fiyi                    | Australia                             | 1:0                                   | Nueva Zelanda                         | Islas Salomón                         | 0:0 (4:2 pen.)                        | Vanuatu                               |
| 1997 Detalle                | Polinesia Francesa      | Australia                             | 2:1                                   | Nueva Zelanda                         | Fiyi                                  | 1:1 (5:4 pen.)                        | Tahití                                |
| 1998 Detalle                | Samoa                   | Australia                             | 2:0                                   | Fiyi                                  | Nueva Zelanda                         | 2:1                                   | Islas Salomón                         |
| 2001 Detalle                | N. Caledonia e Is. Cook | Australia                             | 1:2 3:1                               | Nueva Zelanda                         | Vanuatu                               | Lig.                                  | Islas Salomón                         |
| 2002 Detalle                | Vanuatu y Fiyi          | Australia                             | 11:0 4:0                              | Fiyi                                  | Nueva Zelanda                         | Lig.                                  | Vanuatu                               |
| 2005 Detalle                | Islas Salomón           | Australia                             | 3:0                                   | Islas Salomón                         | Vanuatu                               | 4:1                                   | Fiyi                                  |
| 2007 Detalle                | Nueva Zelanda           | Nueva Zelanda                         | Lig.                                  | Fiyi                                  | Islas Salomón                         | Lig.                                  | Nueva Caledonia                       |
| 2008 Detalle                | Polinesia Francesa      | Tahití                                | Lig.                                  | Nueva Caledonia                       | Nueva Zelanda                         | Lig.                                  | Fiyi                                  |
| 2011 Detalle                | Nueva Zelanda           | Nueva Zelanda                         | 3:1                                   | Islas Salomón                         | Vanuatu                               | 2:0                                   | Fiyi                                  |
| 2013 Detalle                | Fiyi                    | Nueva Zelanda                         | Lig.                                  | Fiyi                                  | Vanuatu                               | Lig.                                  | Nueva Caledonia                       |
| Campeonato Sub-19 de la OFC |                         |                                       |                                       |                                       |                                       |                                       |                                       |
| 2014 Detalle                | Fiyi                    | Fiyi                                  | Lig.                                  | Vanuatu                               | Nueva Caledonia                       | Lig.                                  | Islas Salomón                         |
| 2016 Detalle                | Vanuatu                 | Nueva Zelanda                         | 5:0                                   | Vanuatu                               | Islas Salomón                         | Lig.                                  | Nueva Caledonia                       |
| 2018 Detalle                | Polinesia Francesa      | Nueva Zelanda                         | 1:0                                   | Tahití                                | Nueva Caledonia                       | 4:1                                   | Islas Salomón                         |
| 2020 Detalle                | Samoa                   | Cancelado por la Pandemia de COVID-19 | Cancelado por la Pandemia de COVID-19 | Cancelado por la Pandemia de COVID-19 | Cancelado por la Pandemia de COVID-19 | Cancelado por la Pandemia de COVID-19 | Cancelado por la Pandemia de COVID-19 |
| 2022 Detalle                | Polinesia Francesa      | Nueva Zelanda                         | 3:0                                   | Fiyi                                  | Nueva Caledonia                       | 1:1 (5:4 pen.)                        | Tahití                                |
| 2024 Detalle                | Samoa                   | Nueva Zelanda                         | 4:0                                   | Nueva Caledonia                       | Islas Salomón                         | 4:2                                   | Fiyi                                  |

## Palmarés
La siguiente lista muestra a las selecciones que han estado entre los cuatro mejores equipos en alguna edición del torneo. En cursiva, los años en que el equipo logró dicha posición como local.
| Equipo             | Campeón                                                                     | Subcampeón                                   | Tercer lugar                           | Cuarto lugar                     |
| ------------------ | --------------------------------------------------------------------------- | -------------------------------------------- | -------------------------------------- | -------------------------------- |
| Australia          | 12 (1978, 1982, 1985, 1986, 1988, 1990, 1994, 1997, 1998, 2001, 2002, 2005) | 1 (1980)                                     |                                        |                                  |
| Nueva Zelanda      | 9 (1980, 1992, 2007, 2011, 2013, 2016, 2018, 2022, 2024)                    | 7 (1974, 1982, 1988, 1990, 1994, 1997, 2001) | 6 (1978, 1985, 1986, 1998, 2002, 2008) |                                  |
| Tahití             | 2 (1974, 2008)                                                              | 2 (1992, 2018)                               |                                        | 3 (1990, 1997, 2022)             |
| Fiyi               | 1 (2014)                                                                    | 6 (1978, 1998, 2002, 2007, 2013, 2022)       | 4 (1980, 1982, 1992, 1997)             | 5 (1988, 2005, 2008, 2011, 2024) |
| Vanuatu            |                                                                             | 2 (2014, 2016)                               | 6 (1974, 1988, 2001, 2005, 2011, 2013) | 3 (1992, 1994, 2002)             |
| Islas Salomón      |                                                                             | 2 (2005, 2011)                               | 4 (1994, 2007, 2016, 2024)             | 4 (1998, 2001, 2014, 2018)       |
| Nueva Caledonia    |                                                                             | 2 (2008, 2024)                               | 3 (2014, 2018, 2022)                   | 5 (1974, 1980, 2007, 2013, 2016) |
| Israel             |                                                                             | 2 (1985, 1986)                               |                                        |                                  |
| China Taipéi       |                                                                             |                                              | 1 (1988)                               | 2 (1985, 1986)                   |
| Papúa Nueva Guinea |                                                                             |                                              |                                        | 2 (1978, 1982)                   |

## Estadísticas

### Tabla histórica
| Equipo | Equipo             | Pts | PJ | PG | PE | PP | GF  | GC  | Dif  | Rend  |
| ------ | ------------------ | --- | -- | -- | -- | -- | --- | --- | ---- | ----- |
| 1      | Nueva Zelanda      | 175 | 84 | 55 | 10 | 19 | 263 | 79  | 184  | 69,4% |
| 2      | Australia          | 163 | 57 | 54 | 1  | 2  | 308 | 28  | 280  | 95,3% |
| 3      | Fiyi               | 109 | 85 | 32 | 13 | 40 | 150 | 173 | -23  | 42,7% |
| 4      | Vanuatu            | 86  | 57 | 26 | 8  | 23 | 129 | 122 | 7    | 50,2% |
| 5      | Islas Salomón      | 59  | 38 | 17 | 8  | 13 | 89  | 48  | 41   | 51,7% |
| 6      | Tahití             | 45  | 36 | 13 | 6  | 17 | 56  | 79  | -23  | 41,6% |
| 7      | Nueva Caledonia    | 43  | 41 | 13 | 4  | 24 | 90  | 106 | -16  | 34,9% |
| 8      | Israel             | 18  | 9  | 5  | 3  | 1  | 26  | 12  | 14   | 66,6% |
| 9      | Papúa Nueva Guinea | 17  | 46 | 4  | 5  | 37 | 42  | 163 | -121 | 12,3% |
| 10     | China Taipéi       | 16  | 13 | 4  | 2  | 7  | 18  | 35  | -17  | 41%   |
| 11     | Samoa              | 15  | 27 | 5  | 0  | 22 | 21  | 138 | -117 | 18,5% |
| 12     | Islas Cook         | 4   | 8  | 1  | 1  | 6  | 4   | 30  | -26  | 16,6% |
| 13     | Tonga              | 4   | 15 | 1  | 1  | 13 | 9   | 93  | -84  | 8,8%  |
| 14     | Samoa Americana    | 1   | 11 | 0  | 1  | 10 | 3   | 86  | -83  | 3%    |

### Participaciones
Hasta la edición 2016 inclusive.
| N.º de part. | Selección          |
| ------------ | ------------------ |
| 20           | Fiyi               |
| 20           | Nueva Zelanda      |
| 14           | Vanuatu            |
| 13           | Papúa Nueva Guinea |
| 12           | Australia          |
| 11           | Nueva Caledonia    |
| 10           | Tahití             |
| 8            | Islas Salomón      |
| 7            | Samoa              |
| 4            | Tonga              |
| 3            | China Taipéi       |
| 3            | Samoa Americana    |
| 2            | Israel             |
| 2            | Islas Cook         |

## Desempeño
| Equipo             | 1974 | 1978 | 1980 | 1982 | 1985 | 1986 | 1988 | 1990            | 1992             | 1994             | 1997             | 1998             | 2001             | 2002             | 2005             | 2007             | 2008             | 2011             | 2013             | 2014             | 2016             | 2018             | 2022             | Años |
| ------------------ | ---- | ---- | ---- | ---- | ---- | ---- | ---- | --------------- | ---------------- | ---------------- | ---------------- | ---------------- | ---------------- | ---------------- | ---------------- | ---------------- | ---------------- | ---------------- | ---------------- | ---------------- | ---------------- | ---------------- | ---------------- | ---- |
| Samoa Americana    | ×    | ×    | ×    | ×    | ×    | ×    | ×    | ×               | ×                | ×                | ×                | GS               | ×                | ×                | ×                | ×                | ×                | GS               | ×                | 6º               | PR               | PR               | GS               | 6    |
| Australia          | ×    | 1º   | 2º   | 1º   | 1º   | 1º   | 1º   | 1º              | ×                | 1º               | 1º               | 1º               | 1º               | 1º               | 1º               | Parte de la AFC  | Parte de la AFC  | Parte de la AFC  | Parte de la AFC  | Parte de la AFC  | Parte de la AFC  | Parte de la AFC  | Parte de la AFC  | 13   |
| China Taipéi       | ×    | ×    | ×    | ×    | 4º   | 4º   | 3º   | Parte de la AFC | Parte de la AFC  | Parte de la AFC  | Parte de la AFC  | Parte de la AFC  | Parte de la AFC  | Parte de la AFC  | Parte de la AFC  | Parte de la AFC  | Parte de la AFC  | Parte de la AFC  | Parte de la AFC  | Parte de la AFC  | Parte de la AFC  | Parte de la AFC  | Parte de la AFC  | 3    |
| Islas Cook         | ×    | ×    | ×    | ×    | ×    | ×    | ×    | ×               | ×                | ×                | ×                | ×                | GS               | ×                | ×                | ×                | ×                | ×                | ×                | ×                | GS               | PR               | GS               | 4    |
| Fiyi               | ×    | 2º   | 3º   | 3º   | 5º   | 5º   | 4º   | 5º              | 3º               | GS               | 3º               | 2º               | GS               | 2º               | 4º               | 2º               | 4º               | 4º               | 2º               | 1º               | GS               | GS               | 2º               | 22   |
| Israel             | ×    | ×    | ×    | ×    | 2º   | 2º   | ×    | ×               | Parte de la UEFA | Parte de la UEFA | Parte de la UEFA | Parte de la UEFA | Parte de la UEFA | Parte de la UEFA | Parte de la UEFA | Parte de la UEFA | Parte de la UEFA | Parte de la UEFA | Parte de la UEFA | Parte de la UEFA | Parte de la UEFA | Parte de la UEFA | Parte de la UEFA | 2    |
| Nueva Caledonia    | 4º   | ×    | 4º   | ×    | ×    | ×    | ×    | ×               | ×                | ×                | ×                | ×                | GS               | GS               | GS               | 4º               | 2º               | GS               | 4º               | 3º               | SF               | 3º               | 3º               | 13   |
| Nueva Zelanda      | 2º   | 3º   | 1º   | 2º   | 3º   | 3º   | 2º   | 2º              | 1º               | 2º               | 2º               | 3º               | 2º               | GS               | GS               | 1º               | 3º               | 1º               | 1º               | ×                | 1º               | 1º               | 1º               | 22   |
| Papúa Nueva Guinea | ×    | 4º   | 6º   | 4º   | 6º   | ×    | GS   | ×               | 5º               | GS               | ×                | ×                | GS               | GS               | ×                | ×                | ×                | GS               | 5º               | 5º               | GS               | GS               | QF               | 15   |
| Samoa              | ×    | ×    | ×    | ×    | ×    | ×    | GS   | ×               | ×                | GS               | ×                | GS               | GS               | GS               | GS               | 7º               | ×                | ×                | ×                | ×                | PR               | PR               | QF               | 10   |
| Islas Salomón      | ×    | ×    | ×    | ×    | ×    | ×    | ×    | ×               | ×                | 3º               | ×                | 4º               | GS               | ×                | 2º               | 3º               | ×                | 2º               | ×                | 4º               | SF               | 4º               | QF               | 10   |
| Tahití             | 1º   | ×    | 5º   | ×    | ×    | ×    | ×    | 4º              | 2º               | GS               | 4º               | ×                | GS               | ×                | ×                | 5º               | 1º               | ×                | ×                | ×                | GS               | 2º               | 4º               | 12   |
| Tonga              | ×    | ×    | ×    | ×    | ×    | ×    | ×    | ×               | ×                | ×                | ×                | GS               | GS               | GS               | GS               | ×                | ×                | ×                | ×                | ×                | PR               | GS               | GS               | 7    |
| Vanuatu            | 3º   | ×    | ×    | ×    | ×    | ×    | GS   | 3º              | 4º               | 4º               | ×                | GS               | GS               | GS               | 3º               | 6º               | ×                | 3º               | 3º               | 2º               | 2º               | GS               | QF               | 16   |

### Simbología
| - 1º – Campeón - 2º – Finalista - 3º – 3º Lugar - 4º – 4º Lugar - SF – Semifinales - 5º-7º – 5º al 7º lugar - QF – Cuartos de final | - PR – Ronda preliminar - GS – Fase de grupos - q – Clasificado - – Sede - × – No participó - × – Se retiró / Prohibido / Entrada no aceptada por la FIFA |

## Desempeño en mundiales
| Equipo        | 1977 | 1979 | 1981 | 1983 | 1985 | 1987 | 1989 | 1991 | 1993 | 1995 | 1997 | 1999 | 2001 | 2003 | 2005 | 2007              | 2009              | 2011              | 2013              | 2015              | 2017              | 2019              | 2023              | Part. |
| ------------- | ---- | ---- | ---- | ---- | ---- | ---- | ---- | ---- | ---- | ---- | ---- | ---- | ---- | ---- | ---- | ----------------- | ----------------- | ----------------- | ----------------- | ----------------- | ----------------- | ----------------- | ----------------- | ----- |
| Australia     |      |      | QF   | R1   | R1   | R1   |      | 4º   | 4º   | QF   | R2   | R1   | R2   | R1   | R1   | Miembro de la AFC | Miembro de la AFC | Miembro de la AFC | Miembro de la AFC | Miembro de la AFC | Miembro de la AFC | Miembro de la AFC | Miembro de la AFC | 12    |
| Fiyi          |      |      |      |      |      |      |      |      |      |      |      |      |      |      |      |                   |                   |                   |                   | R1                |                   |                   | R1                | 2     |
| Nueva Zelanda |      |      |      |      |      |      |      |      |      |      |      |      |      |      |      | R1                |                   | R1                | R1                | R2                | R2                | R2                | R2                | 7     |
| Tahití        |      |      |      |      |      |      |      |      |      |      |      |      |      |      |      |                   | R1                |                   |                   |                   |                   | R1                |                   | 2     |
| Vanuatu       |      |      |      |      |      |      |      |      |      |      |      |      |      |      |      |                   |                   |                   |                   |                   | R1                |                   |                   | 1     |

### Simbología
| - 1º – Campeón - 2º – Finalista - 3º – 3º Lugar - 4º – 4º Lugar - QF – Cuartos de final | - R2 – Segunda ronda - R1 – Primera ronda - – Sede - Q – Clasificado |